# Partecipanti al Tour de France 1998
Elenco dei partecipanti al Tour de France 1998.
Alla competizione presero parte 21 squadre, ciascuna delle quali composta da nove corridori, per un totale di 189 ciclisti al via. A causa dello Scandalo Festina, solamente 96 ciclisti conclusero la corsa.

## Corridori per squadra
Nota: R ritirato, NP non partito, FT fuori tempo.
| Team Deutsche Telekom | Team Deutsche Telekom   | Team Deutsche Telekom | Gan                              | Gan                              | Gan                              | Vitalicio Seguros              | Vitalicio Seguros              | Vitalicio Seguros              |
| --------------------- | ----------------------- | --------------------- | -------------------------------- | -------------------------------- | -------------------------------- | ------------------------------ | ------------------------------ | ------------------------------ |
| 1                     | Jan Ullrich             | 2º                    | 81                               | Chris Boardman                   | R 3ª                             | 161                            | Santiago Blanco                | NP18ª                          |
| 2                     | Rolf Aldag              | 43º                   | 82                               | Magnus Bäckstedt                 | 70º                              | 162                            | Francisco Benitez              | NP18ª                          |
| 3                     | Udo Bölts               | 21º                   | 83                               | Frédéric Moncassin               | R 10ª                            | 163                            | Hernán Buenahora               | R 10ª                          |
| 4                     | Francesco Frattini      | 93º                   | 84                               | Stuart O'Grady                   | 54º                              | 164                            | Angel Casero Moreno            | NP18ª                          |
| 5                     | Christian Henn          | 80º                   | 85                               | Eros Poli                        | 86º                              | 165                            | Andrea Ferrigato               | NP18ª                          |
| 6                     | Jens Heppner            | 56º                   | 86                               | Eddy Seigneur                    | FT15ª                            | 166                            | David Garcia Marquina          | R 10ª                          |
| 7                     | Bjarne Riis             | 11º                   | 87                               | François Simon                   | 57º                              | 167                            | Francisco Garcia               | R 5ª                           |
| 8                     | Georg Totschnig         | 27º                   | 88                               | Cédric Vasseur                   | 24°                              | 168                            | Prudencio Indurain             | NP18ª                          |
| 9                     | Erik Zabel              | 62º                   | 89                               | Jens Voigt                       | 83º                              | 169                            | Oliverio Rincón                | FT8ª                           |
| Festina-Lotus         | Festina-Lotus           | Festina-Lotus         | Lotto-Mobistar                   | Lotto-Mobistar                   | Lotto-Mobistar                   | Kelme-Costa Blanca             | Kelme-Costa Blanca             | Kelme-Costa Blanca             |
| 11                    | Richard Virenque        | NP7ª                  | 91                               | Laurent Madouas                  | 22º                              | 171                            | Fernando Escartín              | NP18ª                          |
| 12                    | Laurent Brochard        | NP7ª                  | 92                               | Peter Farazjin                   | 19º                              | 172                            | Francisco Cabello              | NP18ª                          |
| 13                    | Laurent Dufaux          | NP7ª                  | 93                               | Joona Laukka                     | NP13ª                            | 173                            | Carlos A. Contreras            | R10ª                           |
| 14                    | Pascal Hervé            | NP7ª                  | 94                               | Andrei Tchmil                    | NP16ª                            | 174                            | J. J. de los Ángeles           | R15ª                           |
| 15                    | Armin Meier             | NP7ª                  | 95                               | Andrej Teterjuk                  | 20°                              | 175                            | José Javier Gómez              | NP18ª                          |
| 16                    | Christophe Moreau       | NP7ª                  | 96                               | Kurt Van De Wouwer               | 16°                              | 176                            | Santos González                | NP18ª                          |
| 17                    | Didier Rous             | NP7ª                  | 97                               | Paul Van Hyfte                   | 64º                              | 177                            | José Rodriguez                 | R16ª                           |
| 18                    | Neil Stephens           | NP7ª                  | 98                               | Rik Verbrugghe                   | 69º                              | 178                            | Marcos Serrano                 | NP18ª                          |
| 19                    | Alex Zülle              | NP7ª                  | 99                               | Geert Verheyen                   | 23º                              | 179                            | José Ángel Vidal               | NP18ª                          |
| Mercatone Uno-Bianchi | Mercatone Uno-Bianchi   | Mercatone Uno-Bianchi | TVM-Farm Frites                  | TVM-Farm Frites                  | TVM-Farm Frites                  | US Postal Service              | US Postal Service              | US Postal Service              |
| 21                    | Marco Pantani           | 1°                    | 101                              | Laurent Roux                     | NP10ª                            | 181                            | Jean-Cyril Robin               | 6º                             |
| 22                    | Sergio Barbero          | R15ª                  | 102                              | Jeroen Blijlevens                | R 18ª                            | 182                            | Frankie Andreu                 | 58º                            |
| 23                    | Simone Borgheresi       | 52°                   | 103                              | Steven de Jongh                  | NP19ª                            | 183                            | Dariusz Baranowski             | 12º                            |
| 24                    | Roberto Conti           | 60°                   | 104                              | Sergej Ivanov                    | NP19ª                            | 184                            | Pascal Deramé                  | 84º                            |
| 25                    | Fabiano Fontanelli      | 72º                   | 105                              | Servais Knaven                   | NP19ª                            | 185                            | Vjačeslav Ekimov               | 38º                            |
| 26                    | Riccardo Forconi        | 46º                   | 106                              | Lars Michaelsen                  | FT11ª                            | 186                            | Tyler Hamilton                 | 51°                            |
| 27                    | Dmitrij Konyšev         | R10ª                  | 107                              | Serhij Ušakov                    | NP19ª                            | 187                            | George Hincapie                | 53°                            |
| 28                    | Massimo Podenzana       | 37º                   | 108                              | Peter Van Petegem                | R15ª                             | 188                            | Marty Jemison                  | 48°                            |
| 29                    | Mario Traversoni        | 95º                   | 109                              | Bart Voskamp                     | NP19ª                            | 189                            | Peter Meinert-Nielsen          | 45º                            |
| Mapei-Bricobi         | Mapei-Bricobi           | Mapei-Bricobi         | Saeco-Cannondale                 | Saeco-Cannondale                 | Saeco-Cannondale                 | Riso Scotti-MG Boys Maglificio | Riso Scotti-MG Boys Maglificio | Riso Scotti-MG Boys Maglificio |
| 31                    | Franco Ballerini        | R16ª                  | 111                              | Mario Cipollini                  | R 9ª                             | 191                            | Fabio Baldato                  | R15ª                           |
| 32                    | Giuseppe Di Grande      | 9°                    | 112                              | Giuseppe Calcaterra              | R16ª                             | 192                            | Vladislav Bobrik               | R11ª                           |
| 33                    | Bart Leysen             | 92°                   | 113                              | Massimo Donati                   | 50º                              | 193                            | Ermanno Brignoli               | R17ª                           |
| 34                    | Daniele Nardello        | 8°                    | 114                              | Gian Matteo Fagnini              | R10ª                             | 194                            | Roberto Caruso                 | R10ª                           |
| 35                    | Wilfried Peeters        | 68°                   | 115                              | Paolo Fornaciari                 | 90º                              | 195                            | Stefano Casagranda             | R10ª                           |
| 36                    | Tom Steels              | 85°                   | 116                              | Eddy Mazzoleni                   | 71º                              | 196                            | Federico De Beni               | R 4ª                           |
| 37                    | Ján Svorada             | R16ª                  | 117                              | Massimiliano Mori                | 91º                              | 197                            | Nicola Minali                  | R17ª                           |
| 38                    | Andrea Tafi             | 42°                   | 118                              | Leonardo Piepoli                 | 14º                              | 198                            | Roberto Pistore                | FT8ª                           |
| 39                    | Stefano Zanini          | 73°                   | 119                              | Mario Scirea                     | R10ª                             | 199                            | Alessandro Spezialetti         | R17ª                           |
| ONCE-Deutsche Bank    | ONCE-Deutsche Bank      | ONCE-Deutsche Bank    | Française des Jeux               | Française des Jeux               | Française des Jeux               | BigMat-Auber 93                | BigMat-Auber 93                | BigMat-Auber 93                |
| 41                    | Laurent Jalabert        | R17ª                  | 121                              | Evgenij Berzin                   | 25°                              | 201                            | Pascal Lino                    | 78º                            |
| 42                    | Johan Bruyneel          | FT8ª                  | 122                              | Franck Bouyer                    | 94º                              | 202                            | Ludovic Auger                  | NP2ª                           |
| 43                    | Rafael Díaz Justo       | R17ª                  | 123                              | Frédéric Guesdon                 | 67°                              | 203                            | Philippe Bordenave             | 30°                            |
| 44                    | Herminio Díaz Zabala    | R17ª                  | 124                              | Stéphane Heulot                  | 13º                              | 204                            | Thierry Bourguignon            | 26º                            |
| 45                    | Marcelino García Alonso | R17ª                  | 125                              | Xavier Jan                       | 77º                              | 205                            | Vjačeslav Džavanjan            | 81°                            |
| 46                    | Javier Mauleón          | R17ª                  | 126                              | Emmanuel Magnien                 | R10ª                             | 206                            | Thierry Gouvenou               | 59º                            |
| 47                    | Melchor Mauri           | R17ª                  | 127                              | Christophe Mengin                | 66°                              | 207                            | Lylian Lebreton                | 41º                            |
| 48                    | Luis Pérez Rodríguez    | R17ª                  | 128                              | Damien Nazon                     | 96º                              | 208                            | Denis Leproux                  | 39º                            |
| 49                    | Roberto Sierra          | R17ª                  | 129                              | Maximilian Sciandri              | NP18ª                            | 209                            | Alexei Sivakov                 | 87°                            |
| Rabobank              | Rabobank                | Rabobank              | Cofidis, le Crédit par Téléphone | Cofidis, le Crédit par Téléphone | Cofidis, le Crédit par Téléphone |                                |                                |                                |
| 51                    | Michael Boogerd         | 5º                    | 131                              | Francesco Casagrande             | R10ª                             |                                |                                |                                |
| 52                    | Erik Dekker             | R 2ª                  | 132                              | Laurent Desbiens                 | 61º                              |                                |                                |                                |
| 53                    | Maarten den Bakker      | 33º                   | 133                              | Philippe Gaumont                 | R10ª                             |                                |                                |                                |
| 54                    | Patrick Jonker          | 34°                   | 134                              | Nicolas Jalabert                 | 49º                              |                                |                                |                                |
| 55                    | Léon van Bon            | 89º                   | 135                              | Bobby Julich                     | 3º                               |                                |                                |                                |
| 56                    | Koos Moerenhout         | 44°                   | 136                              | Massimiliano Lelli               | 36º                              |                                |                                |                                |
| 57                    | Robbie McEwen           | 63º                   | 137                              | Kevin Livingston                 | 17º                              |                                |                                |                                |
| 58                    | Aart Vierhouten         | 88º                   | 138                              | Roland Meier                     | 7º                               |                                |                                |                                |
| 59                    | Beat Zberg              | 40º                   | 139                              | Christophe Rinero                | 4º                               |                                |                                |                                |
| Casino-Ag2r           | Casino-Ag2r             | Casino-Ag2r           | Team Polti                       | Team Polti                       | Team Polti                       |                                |                                |                                |
| 61                    | Bo Hamburger            | 15°                   | 141                              | Luc Leblanc                      | NP18ª                            |                                |                                |                                |
| 62                    | Christophe Agnolutto    | 31º                   | 142                              | Rossano Brasi                    | 82°                              |                                |                                |                                |
| 63                    | Stéphane Barthe         | R 18ª                 | 143                              | Mirco Crepaldi                   | 75°                              |                                |                                |                                |
| 64                    | Pascal Chanteur         | 35°                   | 144                              | Fabrizio Guidi                   | R 6ª                             |                                |                                |                                |
| 65                    | Jacky Durand            | 65°                   | 145                              | Leonardo Guidi                   | R15ª                             |                                |                                |                                |
| 66                    | Alberto Elli            | 29º                   | 146                              | Jörg Jaksche                     | 18º                              |                                |                                |                                |
| 67                    | Jaan Kirsipuu           | R10ª                  | 147                              | Silvio Martinello                | NP6ª                             |                                |                                |                                |
| 68                    | Rodolfo Massi           | NP18ª                 | 148                              | Axel Merckx                      | 10º                              |                                |                                |                                |
| 69                    | Benoît Salmon           | 28°                   | 149                              | Fabio Sacchi                     | 47°                              |                                |                                |                                |
| Banesto               | Banesto                 | Banesto               | Asics-C.G.A.                     | Asics-C.G.A.                     | Asics-C.G.A.                     |                                |                                |                                |
| 71                    | Abraham Olano           | R11ª                  | 151                              | Carlo Marino Bianchi             | R10ª                             |                                |                                |                                |
| 72                    | Marino Alonso           | R17ª                  | 152                              | Alessio Bongioni                 | R 9ª                             |                                |                                |                                |
| 73                    | José Luis Arrieta       | R15ª                  | 153                              | Diego Ferrari                    | 76º                              |                                |                                |                                |
| 74                    | Manuel Beltrán          | R17ª                  | 154                              | Oscar Pozzi                      | 32º                              |                                |                                |                                |
| 75                    | José Vicente García     | R17ª                  | 155                              | Fabio Roscioli                   | 79º                              |                                |                                |                                |
| 76                    | José María Jiménez      | R16ª                  | 156                              | Samuele Schiavina                | R 4ª                             |                                |                                |                                |
| 77                    | Miguel Ángel Peña       | R17ª                  | 157                              | Aleksandr Šefer                  | R10ª                             |                                |                                |                                |
| 78                    | Orlando Rodrigues       | R17ª                  | 158                              | Filippo Simeoni                  | 55º                              |                                |                                |                                |
| 79                    | César Solaun            | R17ª                  | 159                              | Alain Turicchia                  | 74º                              |                                |                                |                                |